# Emerich Dembrovszki
Emerich Dembrovszki (* 6. Oktober 1945 in Câmpulung la Tisa, Kreis Maramureș) ist ein ehemaliger rumänischer Fußballspieler und -trainer. Er bestritt 386 Partien in der höchsten rumänischen Fußballliga, der Divizia A und nahm an der Fußball-Weltmeisterschaft 1970 teil. In der rumänischen Sportpresse wurde er zeitweise mit dem Nachnamen Dembrovschi geführt.

## Spielerkarriere

### Verein
Dembrovszki begann seine Karriere im Jahr 1966 bei Dinamo Bacău (ab 1970 SC Bacău), das seinerzeit in der zweitklassigen Divizia B spielte. Bereits im ersten Jahr gelang der Aufstieg in die Divizia A, wo er am 20. August 1967 sein Debüt gab. Dembrovszki blieb Bacău acht Jahre lang treu, bis der Verein am Ende der Saison 1973/74 abstieg. Mit seinen Toren trug er zu den größten Erfolgen des Vereins bei, als im Jahr 1970 das Viertelfinale des Messepokals und in der Saison 1972/73 ein vierter Platz erreicht wurde.
Nach dem Abstieg wechselte Dembrovszki zum Ligakonkurrenten Politehnica Timișoara. Auch hier wurde er zum Stammspieler und schoss den Verein zum dritten Platz in der Saison 1977/78, was die Qualifikation zum UEFA-Pokal bedeutete. Den größten Erfolg seiner Karriere erreichte er im Jahr 1980, als Poli den rumänischen Pokal gewann. Im Jahr 1981 beendete Dembrovszki seine Karriere.

### Nationalmannschaft
Dembrovszki bestritt 27 Spiele für die rumänische Fußballnationalmannschaft und erzielte dabei neun Tore. Sein erstes Länderspiel bestritt er am 27. Oktober 1968 gegen Portugal im Rahmen der Qualifikation zur Fußball-Weltmeisterschaft 1970 in Mexiko. Nach erfolgreicher Qualifikation berief Nationaltrainer Angelo Niculescu ihn in seinen Kader und setzte ihn in allen drei Spielen über die volle Distanz ein. Beim 2:3 gegen den späteren Weltmeister Brasilien erzielte er einen Treffer.

## Trainerkarriere
Nach dem Ende seiner aktiven Laufbahn schlug Dembrovszki die des Trainers ein. Im April 1983 übernahm er den Verein auf dem letzten Platz, konnte aber den Abstieg nicht mehr verhindern. Nach dem sofortigen Wiederaufstieg wurde er in der Winterpause der Saison 1984/85 wegen Erfolglosigkeit entlassen.
Auch im März 1994 musste Dembrovszki aushelfen und übernahm die Mannschaft erneut am Tabellenende. Trotz einer Aufholjagd konnte er den Abstieg aber nicht mehr vermeiden. Erneut gelang der direkte Wiederaufstieg. Nach einem guten siebten Platz in der Saison 1995/96 wurde er im März 1997 erneut wegen Erfolglosigkeit entlassen.

## Erfolge
- WM-Teilnehmer: 1970
- Rumänischer Pokalsieger: 1980
- Viertelfinale im Messepokal: 1970